# Werkstatt schreibender Arbeiter Zürich

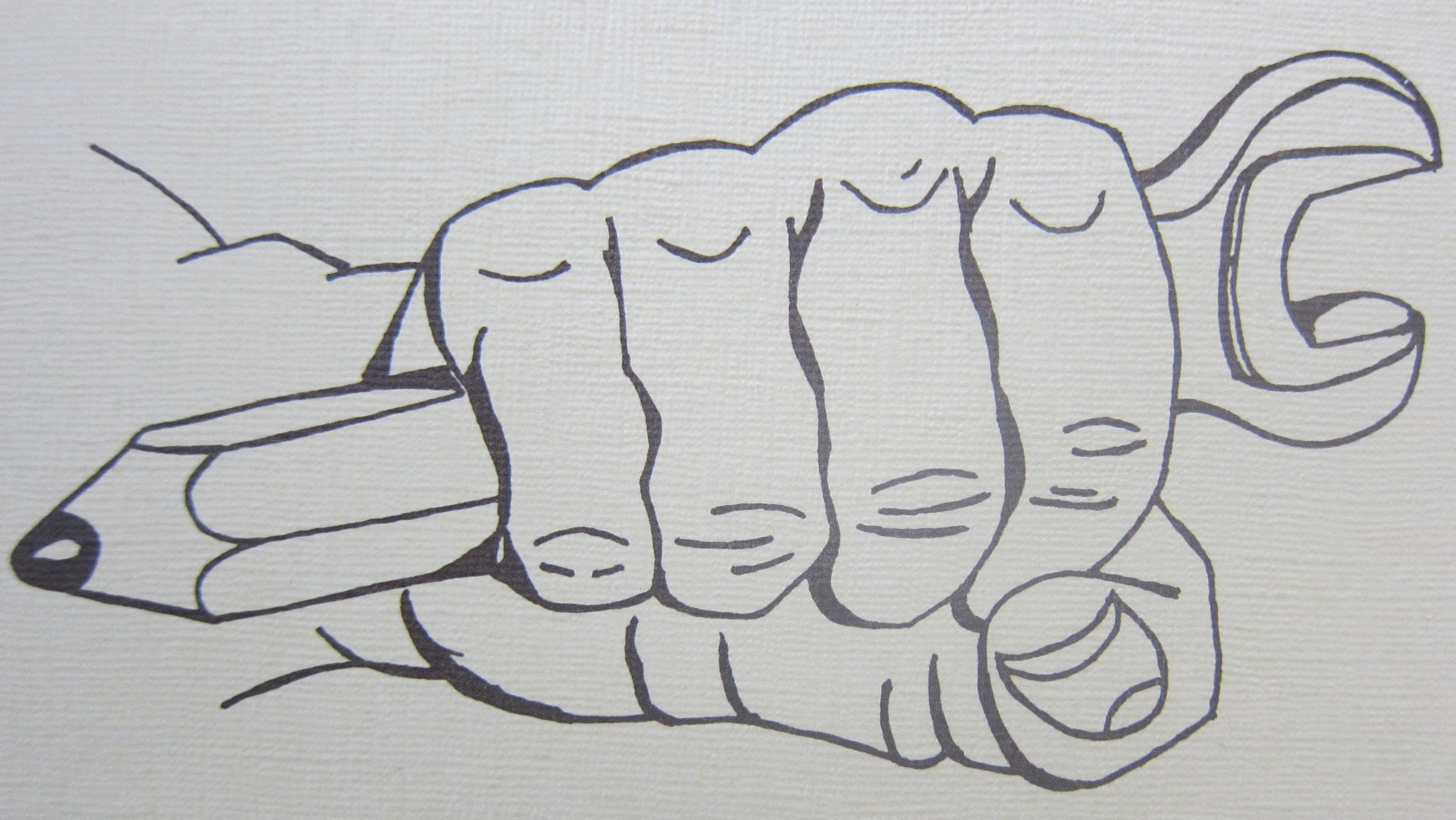
Signet der Werkstatt schreibender Arbeiter Zürich

Die Werkstatt schreibender Arbeiter Zürich war eine Vereinigung von Autoren mit dem Ziel, Texte aus der Arbeitswelt zu verfassen und zu veröffentlichen.

## Geschichte
Die Werkstatt schreibender Arbeiter Zürich wurde 1972 als Schweizer Sektion des seit 1970 bestehenden deutschen Werkkreises Literatur der Arbeitswelt gegründet. Ziel war es, laut Programm, die menschlichen und materiellen Probleme der Arbeitswelt bewusst zu machen und so dazu beizutragen, die gesellschaftlichen Verhältnisse im Interesse der Arbeitenden zu verändern.
Die Mitglieder, darunter Handwerker, Industriearbeiter, technische und kaufmännische Angestellte, Lehrer und Studenten, trafen sich wöchentlich zu Arbeitssitzungen um ihre Texte zu bearbeiten und zu diskutieren.
Politisch orientierte sich die Werkstatt an der Gewerkschafts- und Arbeiterbewegung. Dadurch geriet sie zeitweise in den Fokus des Schweizer Politikers und Subversivenjägers Ernst Cincera, wie der spätere Fichenskandal aufdeckte. 
Die Zürcher Werkstatt arbeitete mit an der Taschenbuchreihe des deutschen Werkkreises im Fischer Verlag. Daneben gab sie von 1974 bis 1996 eigene Werkstatthefte heraus sowie den Sammelband Hinter den Fassaden, der auch in französischer Übersetzung erschien. Texte wurden häufig auch in der Gewerkschaftspresse und andern Medien publiziert und an Lesungen vorgetragen.
Einzelne Mitglieder wurden später professionelle Autoren, darunter Kurt Badertscher, Beat Eberle, Wolfram Malte Fues, Emil Zopfi, oder Filmemacher wie Gitta Gsell und Walo Deuber. 
1979 zeichnete die Stadt Zürich die Werkstatt schreibender Arbeiter Zürich mit einer Ehrengabe aus.
1996 löste sich die Werkstatt auf. 